# Jean Mieg-Koechlin
Pour les articles homonymes, voir Mieg et Koechlin.
Jean Mieg (Sainte-Marie-aux-Mines, 6 septembre 1819 - Mulhouse, 4 juillet 1904), connu sous le nom de Mieg-Koechlin à la suite de son mariage avec Caroline Koechlin, fut un industriel et homme politique alsacien.

## Biographie
Manufacturier à Mulhouse, Jean Mieg épousa en 1848 la fille de l'industriel Joseph Koechlin-Schlumberger, futur maire de la ville.

Devenu maire à son tour en 1872, Jean Mieg-Koechlin fut le dernier des édiles de cette ville à être issu de la grande bourgeoisie industrielle et protestante.

Cependant, si le conseil municipal qu'il présidait était encore dominé par le patriciat calviniste, il fit une place de plus en plus importante aux conseillers municipaux catholiques, qui passèrent de 5 à 11 (soit un tiers des sièges) entre 1872 et 1886.

Cette évolution était non seulement la conséquence logique de la progression démographique - liée au développement industriel mulhousien - du prolétariat et des classes moyennes catholiques, mais aussi d'un accord de compromis conclu entre la bourgeoisie protestante dirigeante et les notabilités et clergé catholiques (menés par Landelin Winterer) pour faire obstacle aux socialistes.
Pensant que l'attitude protestataire n'était qu'une impasse, Jean Mieg-Koechlin se présenta aux élections au Reichstag de février 1887 contre le libéral protestataire Auguste Lalance et les sociaux-démocrates Schmitt et Hickel.

Vaincu à Mulhouse même au profit du candidat protestataire, il démissionna la même année de son mandat municipal et fut remplacé par un maire, fonctionnaire allemand, Carl Hack. Il resta toutefois au conseil municipal jusqu'en 1902.
Jean Mieg-Koechlin fut également conseiller au Bezirktag (conseil général) de Haute-Alsace et député au Landesausschuss (Parlement régional).
C'est sous le mandat municipal de Mieg-Koechlin que fut inauguré le premier réseau de tramway mulhousien (1882).